# Liparetrus criniger
Liparetrus criniger är en skalbaggsart som beskrevs av Macleay 1886. Liparetrus criniger ingår i släktet Liparetrus och familjen Melolonthidae. Inga underarter finns listade i Catalogue of Life.